# Uroobovella similiobovata
Uroobovella similiobovata es una especie de arácnido del orden Mesostigmata de la familia Urodinychidae.

## Distribución geográfica
Se encuentra en Rumania y Alemania.